# Iliatenco
Iliatenco (del náhuatl: ilitl, atentli, co ‘abedul, río o rivera, en’‘En el río o rivera de abedules’) es una localidad mexicana del estado de Guerrero, localizada al suroeste de la entidad, en la región de La Montaña. Es cabecera del municipio homónimo.
Fue fundada en el año de 1866, por un grupo de 38 familias provenientes de la población de Malinaltepec. En 2005, al crearse el municipio de Iliatenco, la población pasó a ser designada el 16 de noviembre de ese año, mediante el decreto N.º 571, cabecera del municipio del mismo nombre.

## Demografía

### Población
Conforme al Censo de Población y Vivienda 2010 realizado por el Instituto Nacional de Estadística y Geografía (INEGI), con fecha censal 12 de junio de 2010, Iliatenco contaba hasta ese año con un total de 1707 habitantes, de los cuales 780 eran hombres y 927 eran mujeres.

### Economía
Iliatenco es uno de los municipios con mayor producción de café en la región.